# Bistum Port Pirie
Das Bistum Port Pirie (lateinisch Dioecesis Portus Piriensis, englisch Diocese of Port Pirie) ist eine in Australien gelegene römisch-katholische Diözese mit Sitz in Port Pirie.
Es wurde am 10. Mai 1887 aus dem Erzbistum Adelaide herausgelöst und als Bistum Port Augusta selbständig. Als Suffraganbistum auch weiterhin der Kirchenprovinz Adelaide angehörig, wechselte es am 7. Juni 1951 seinen Namen auf Port Pirie.

## Ordinarien
- John O’Reilly (1887–1895, dann Erzbischof von Adelaide)
- James Maher (1896–1905)
- John Henry Norton (1906–1923)
- Andrew Killian (1924–1933, dann Koadjutorerzbischof von Adelaide)
- Norman Thomas Gilroy (1934–1937, dann Koadjutorerzbischof von Sydney)
- John Joseph Lonergan (1938)
- Thomas Absolem McCabe (1938–1951, dann Bischof von Wollongong)
- Bryan Gallagher (1952–1980)
- Francis Peter de Campo (1980–1998)
- Daniel Hurley (1998–2007, dann Bischof von Darwin)
- Gregory O’Kelly SJ, 2009–2020
- Karol Kulczycki SDS, seit 2020